# Anne Laperrouze
Anne Laperrouze este un om politic francez, membru al Parlamentului European în perioada 2004-2009 din partea Franței. 
1. 1 2 3  French National Directory of Representatives, 9 April 2019[*] Verificați valoarea |titlelink= (ajutor)
2. ↑  Deputații în Parlamentul European